# Pier Giacomo Grampa

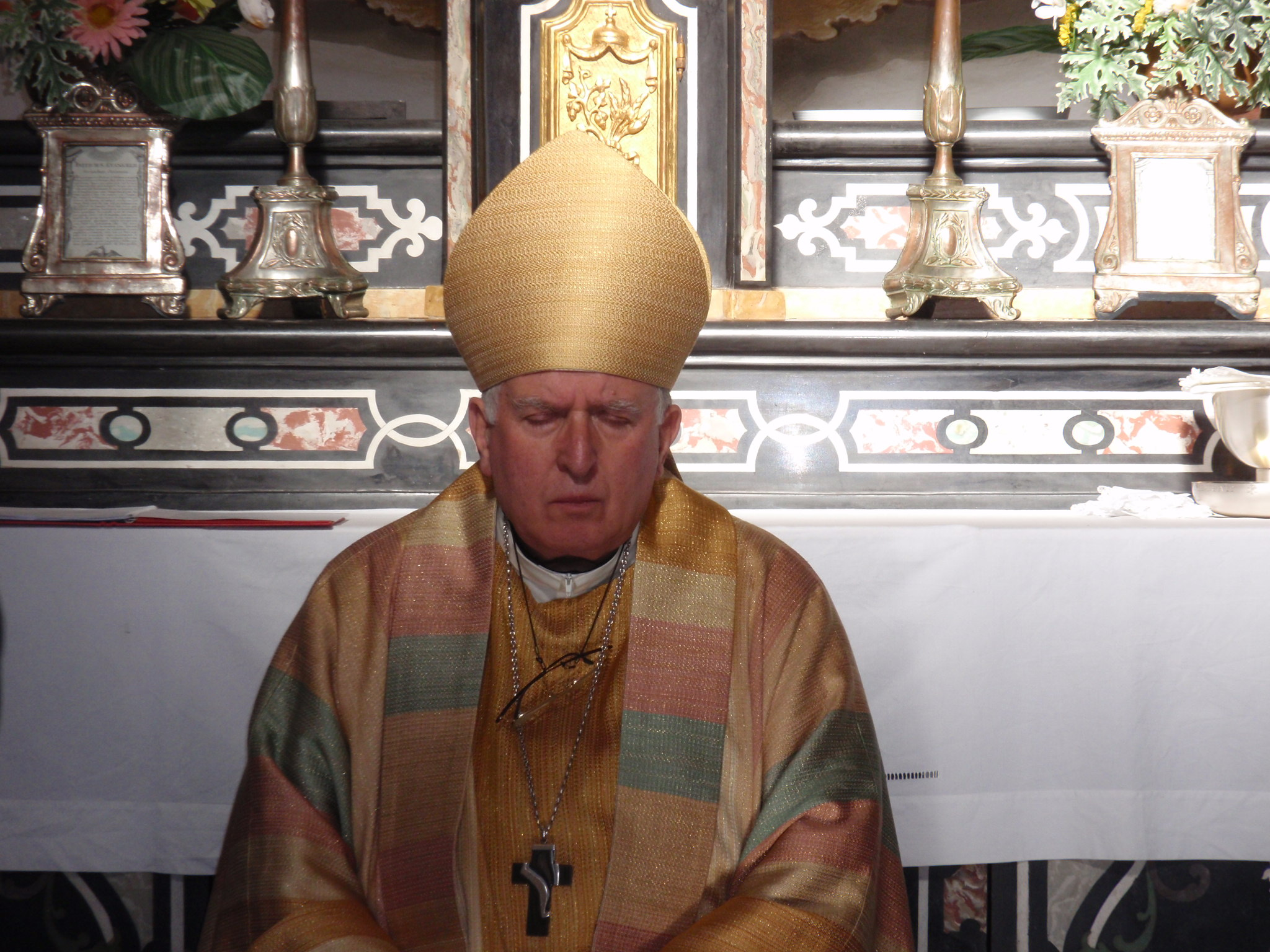
Pier Giacomo Grampa

Bischofswappen von Pier Giacomo Grampa

Pier Giacomo Grampa (* 28. Oktober 1936 in Busto Arsizio, Provinz Varese, Italien) ist ein Schweizer Geistlicher und emeritierter römisch-katholischer Bischof von Lugano. Er war Grossprior der Schweizer Statthalterei des Ritterordens vom Heiligen Grab zu Jerusalem.

## Leben
Grampa studierte zuerst am Priesterseminar von Venegono Inferiore, dann an demjenigen von Lugano und schließlich an der theologischen Fakultät der Universität Innsbruck. Am 6. Dezember 1959 empfing er durch Bischof Francesco Maggi in der San-Nicolao-Kirche von Lugano die Priesterweihe. 1965 bis 1975 war er Vizerektor des Diözesangymnasiums und des Collegio Papio in Ascona, wo er Religion, Philosophie und Geschichte unterrichtete, und wurde 1975 Pfarrer von Moghegno und Aurigeno im Maggiatal.
1979 wurde er als Nachfolger von Amédée Grab Rektor des Collegio Papio und unterrichtete daneben Religion, Ethik und Staatskunde. Am 16. August 1995 wurde er zum Kaplan Seiner Heiligkeit (Monsignore) ernannt. 2001 wurde er zum Erzpriester von Ascona ernannt.
Papst Johannes Paul II. ernannte Pier Giacomo Grampa am 18. Dezember 2003 zum Bischof von Lugano. Am 25. Januar 2004 empfing er die Bischofsweihe durch den Apostolischen Nuntius in der Schweiz, Pier Giacomo De Nicolò; Mitkonsekratoren waren Grampas Vorgänger als Bischof von Lugano, Ernesto Togni, und Amédée Grab, Bischof von Chur.
Grampas Wahlspruch lautet Patiens in Adversis (lateinisch für „In Widrigkeiten geduldig“). Er war Großkanzler der Theologischen Fakultät Lugano.
1999 wurde Pier Giacomo Grampa von Kardinal-Großmeister Carlo Furno zum Ritter des Ritterordens vom Heiligen Grab zu Jerusalem ernannt und Kardinal Henri Schwery, Großprior des Ritterordens in der Schweiz, investiert. 2002 erfolgte die Ernennung zum Offizier und 2004 zum Großoffizier. 2007 erfolgte die Ernennung zum Großprior der Schweizer Statthalterei durch den Kardinal-Großmeister John Patrick Foley. 2018 wurde Charles Morerod OP, Bischof von Lausanne, Genf und Freiburg, sein Nachfolger im Amt des Großpriors.
Am 4. November 2013 nahm Papst Franziskus das von Pier Giacomo Grampa aus Altersgründen vorgebrachte Rücktrittsgesuch an.